# Tour de Francia 1979
El 66.º Tour de Francia se disputó entre el 27 de junio y el 22 de julio de 1979 con un recorrido de 3765 km. dividido en un prólogo y 24 etapas. Participaron 15 equipos de 10 corredores de los que solo dos lograron finalizar la prueba con todos sus integrantes. El vencedor cubrió la prueba a una velocidad media de 36,512 km/h.

## Etapas
| Etapa   | Fecha       | Recorrido                           | Distancia (km) | Ganador                   | Líder                |
| ------- | ----------- | ----------------------------------- | -------------- | ------------------------- | -------------------- |
| Prólogo | 27 de junio | Fleurance-Fleurance                 | 5 (CR)         | Gerrie Knetemann          | Gerrie Knetemann     |
| 1.ª     | 28 de junio | Fleurance-Luchon                    | 225            | René Bittinger            | Jean-René Bernaudeau |
| 2.ª     | 29 de junio | Luchon-Superbagnères                | 23,9 (CR)      | Bernard Hinault           | Bernard Hinault      |
| 3.ª     | 30 de junio | Luchon-Pau                          | 180,5          | Bernard Hinault           | Bernard Hinault      |
| 4.ª     | 1 de julio  | Captieux-Burdeos                    | 87,5 (CRE)     | Ti-Raleigh                | Bernard Hinault      |
| 5.ª     | 2 de julio  | Neuville-de-Poitou-Angers           | 145,5          | Jan Raas                  | Bernard Hinault      |
| 6.ª     | 3 de julio  | Angers-Saint-Brieuc                 | 238,5          | Joseph Jacobs             | Bernard Hinault      |
| 7.ª     | 4 de julio  | Saint-Hilaire-du-Harcouët-Deauville | 158,2          | Leo Van Vliet             | Bernard Hinault      |
| 8.ª     | 5 de julio  | Deauville-Le Havre                  | 90,2 (CRE)     | Ti-Raleigh                | Bernard Hinault      |
| 9.ª     | 6 de julio  | Amiens-Roubaix                      | 201,2          | Ludo Delcroix             | Joop Zoetemelk       |
| 10.ª    | 7 de julio  | Roubaix- Bruselas                   | 122,2          | Jo Maas                   | Joop Zoetemelk       |
| 11.ª    | 8 de julio  | Bruselas- Bruselas                  | 33,4 (CR)      | Bernard Hinault           | Joop Zoetemelk       |
| 12.ª    | 9 de julio  | Rochefort-Metz                      | 193            | Christian Seznec          | Joop Zoetemelk       |
| 13.ª    | 10 de julio | Metz-Ballon d'Alsace                | 202            | Pierre-Raymond Villemiane | Joop Zoetemelk       |
| 14.ª    | 12 de julio | Belfort-Évian-les-Bains             | 248,2          | Marc Demeyer              | Joop Zoetemelk       |
| 15.ª    | 13 de julio | Évian-les-Bains-Morzine-Avoriaz     | 54,2 (CR)      | Bernard Hinault           | Bernard Hinault      |
| 16.ª    | 14 de julio | Morzine-Les Menuires                | 201,3          | Lucien Van Impe           | Bernard Hinault      |
| 17.ª    | 15 de julio | Moûtiers-Alpe d'Huez                | 166,5          | Joaquim Agostinho         | Bernard Hinault      |
| 18.ª    | 16 de julio | Alpe d'Huez-Alpe d'Huez             | 118,5          | Joop Zoetemelk            | Bernard Hinault      |
| 19.ª    | 17 de julio | Le Bourg-d'Oisans-Saint-Priest      | 162            | Dietrich Thurau           | Bernard Hinault      |
| 20.ª    | 18 de julio | Saint-Priest-Dijon                  | 239,6          | Serge Parsani             | Bernard Hinault      |
| 21.ª    | 19 de julio | Dijon-Dijon                         | 48,8 (CR)      | Bernard Hinault           | Bernard Hinault      |
| 22.ª    | 20 de julio | Dijon-Auxerre                       | 189            | Gerrie Knetemann          | Bernard Hinault      |
| 23.ª    | 21 de julio | Auxerre-Nogent-sur-Marne            | 205            | Bernard Hinault           | Bernard Hinault      |
| 24.ª    | 22 de julio | Le Perreux-sur-Marne-París          | 180,3          | Bernard Hinault           | Bernard Hinault      |

CR = Contrarreloj individual
CRE = Contrarreloj por equipos

## Clasificación General
| Clasificación general |                      |                       |                   |
| Ciclista              | Ciclista             | Equipo                | Tiempo            |
| --------------------- | -------------------- | --------------------- | ----------------- |
| 1.º                   | Bernard Hinault      | Renault-Gitane        | 103 h 06 min 50 s |
| 2.º                   | Joop Zoetemelk       | Miko-Mercier-Vivagel  | + 13 min 07 s     |
| 3.º                   | Joaquim Agostinho    | Flandria-Ça va seul   | + 26 min 53 s     |
| 4.º                   | Hennie Kuiper        | Peugeot-Esso-Michelin | + 28 min 02 s     |
| 5.º                   | Jean-René Bernaudeau | Renault-Gitane        | + 32 min 43 s     |
| 6.º                   | Giovanni Battaglin   | Inoxpran              | + 38 min 12 s     |
| 7.º                   | Jo Maas              | DAF Trucks-Aida       | + 38 min 38 s     |
| 8.º                   | Paul Wellens         | TI-Raleigh-McGregor   | + 39 min 06 s     |
| 9.º                   | Claude Criquielion   | Kas-Campagnolo        | + 40 min 38 s     |
| 10.º                  | Dietrich Thurau      | IJsboerke-Warncke Eis | + 44 min 35 s     |